# Tjärnmyrtjärnen (Överkalix socken, Norrbotten, 738182-182072)
Tjärnmyrtjärnen är en sjö i Överkalix kommun i Norrbotten och ingår i Kalixälvens huvudavrinningsområde. Sjön har en area på 0,0548 kvadratkilometer och ligger 73 meter över havet.

## Delavrinningsområde
Tjärnmyrtjärnen ingår i det delavrinningsområde (738133-181843) som SMHI kallar för Inloppet i Stor-Grundträsket. Medelhöjden är 58 meter över havet och ytan är 7,89 kvadratkilometer. Räknas de 8 avrinningsområdena uppströms in blir den ackumulerade arean 253,3 kvadratkilometer. Alsån (Pilkån) som avvattnar avrinningsområdet har biflödesordning 2, vilket innebär att vattnet flödar genom totalt 2 vattendrag innan det når havet efter 84 kilometer. Avrinningsområdet består mestadels av skog (65 procent) och sankmarker (15 procent). Avrinningsområdet har 0,06 kvadratkilometer vattenytor vilket ger det en sjöprocent på 0,7 procent.